# Cattedrale di Cristo Salvatore (Banja Luka)
La cattedrale di Cristo Salvatore (in serbo: Храм Христа Спаситеља) si trova a Banja Luka, in Bosnia ed Erzegovina.
La chiesa è cattedrale dell'eparchia di Banja Luka della Chiesa ortodossa serba.
La cattedrale è stata costruita in stile neobizantino tra il 1993 ed il 2004, sul sito della vecchia chiesa della Santissima Trinità, andata distrutta durante la seconda guerra mondiale, nel 1941, per mano degli ustascia croati.

## Campanile
Il campanile della Cattedrale di Cristo Salvatore è uno degli elementi architettonici più distintivi della città. Costruito in stile neobizantino, il campanile raggiunge un'altezza di 47 metri, rendendolo il punto più alto dell'edificio religioso.
Il campanile, situato sul lato sud-est della cattedrale, è collegato all'edificio principale tramite un portico ad arcate. È costruito con travertino rosso e giallo proveniente dalla Mesopotamia e presenta dettagli decorativi in marmo e granito. Le campane del campanile sono state realizzate dalla fonderia Grassmayr a Innsbruck, con la più grande che ha una tonalità in Sib2 e pesa 3.200 kg.